# 濡烏
濡烏（ぬれがらす・濡れ烏）とは、女性の髪の色彩を形容する言葉。また、その髪のもつ黒の色名。
日本人女性の理想美であり、もっと一般的には烏羽色（からすばいろ）、濡羽色（ぬればいろ・濡れ羽色）、烏の濡れ羽色とも言う。青みを帯びた黒を指す。

## 濡れ色
色彩は、対象となる物体から跳ね返ってきた光の波長で成り立つ。「濡烏」も水分によって更に艶が増した色合いをさすが、このとき光の干渉が起こり、黒い羽毛の上に青や緑、紫などの干渉色が浮かぶ。モンゴロイドに属する平均的な女性の髪は、黒っぽい色でまっすぐな髪質、水や髪油などを含むと健康な髪の場合、先の烏の羽を髣髴とさせるような干渉色が浮かぶことがある。ただの黒ではなく、この健康な髪の証ともいえる美しい干渉色が浮かんだ状態を呼ぶのが「濡烏」である。